# Museo Fabre
Il Museo Fabre è il principale museo d'arte della città di Montpellier. È stato creato in seguito ad una iniziativa del barone François-Xavier Fabre (1766-1837). Il barone, pittore egli stesso e collezionista, propose di donare alla città le sue collezioni di opere d'arte, a condizione che esse divenissero la base per istituire un museo. Il sindaco dell'epoca, Ange-Jean-Michel-Bonaventure Marquis de Dax d’Axat, primo presidente della "Société des Beaux-Arts de Montpellier" e amico personale del barone Fabre, era anch'egli un amatore d'arte e diede inizio alla realizzazione del museo. Infatti, nel gennaio del 1825 riunì un Consiglio comunale in seduta straordinaria nel corso della quale fu convalidata la donazione con voto unanime. Dopo tre anni di lavori finanziati dalla municipalità, il museo aprì le porte: era il 3 dicembre 1828. Il Museo Fabre è uno dei più importanti musei di provincia della Francia. Il suo "status" giuridico è quello di un "Museo di Francia", ai sensi della legge nº 5/2002 del 4/1/2002.

## L'edificio
Il museo è stato installato nel palazzo di Massilian, edificio privato del 1700, situato ad est dell’"Écusson", il centro storico di Montpellier, che si affaccia sul piazzale Charles de Gaulle, in prossimità della Piazza della Comédie. Tale sistemazione richiese tre anni di imponenti lavori, seguiti personalmente dal sindaco e dal barone Fabre e la cui progettazione fu affidata a due architetti della città: Fovis e Boué. Il museo si è esteso in seguito a delle costruzioni adiacenti, grazie alla presenza di edifici del 1800 che affacciavano anch'essi sul piazzale e, in particolare, inglobando anche un antico collegio dei Gesuiti della fine del 1600.

### L'ampliamento e la ristrutturazione del 2003
Il museo rimase chiuso dal 2003 al 2007 per permettere un ampliamento e una riorganizzazione dello spazio interno, con demolizioni interne e l'eliminazione della biblioteca. Questo rinnovamento fu progettato dallo studio di Architettura Brochet-Lajus-Peyo di Bordeaux,  associato a quello di Emmanuel Nebout di Montpellier. L'inaugurazione ufficiale ha avuto luogo il 3 febbraio 2007. Il giorno seguente il Museo è stato riaperto al pubblico.
Grazie a questi lavori gli spazi espositivi sono stati portati da 3000 a oltre 9000 metri quadrati, fra cui una sala d'esposizione temporanea di 1000 m². Una nuova ala è stata creata per la pittura contemporanea. Il circuito di visita è stato interamente ripensato valorizzando anche gli elementi architettonici e decorativi interni del 1800 (grande scalone progettato dal barone Fabre stesso, la sala dei Grifoni con il suo fregio neo-etrusco, l'ex appartamento di Fabre con i soffitti dipinti e i lampadari). L'ingresso al museo avviene attraverso l'antico collegio dei Gesuiti, arretrato rispetto al palazzo Massilian. La hall, situata sotto il cortile del collegio, è decorata da un mosaico ideato da Daniel Buren.

I lavori sono costati 62,7 milioni di euro, erogati dallo Stato (15,5 milioni), dalla regione Languedoc-Roussillon (2,8 milioni) e dalla Comunità d'agglomerazione di Montpellier, dalla quale oggi dipende il museo. All'interno è stata rilasciata una concessione a favore della libreria "Sauramps", su 120 m². Tale concessione fa sì che Sauramps sia la prima libreria privata accolta all'interno di un museo pubblico.

## Le collezioni

### Costituzione e storia delle collezioni
Al 2007 il patrimonio del museo comprendeva 1800 quadri, 300 sculture, 4000 disegni e 1500 incisioni. È completato da una collezione di diverse migliaia di oggetti d'arte.. Di tutto il patrimonio solamente 900 opere sono esposte.
Le collezioni sono state realizzate a partire dalla donazione originale di François-Xavier Fabre fatta a vantaggio della Città. Si trattava di un insieme considerevole di quadri e di disegni dei periodi classico e neo-classico. Fabre fu un pittore attivo fra la fine del 1700 e l'inizio del 1800, formatosi alla scuola di disegno della Società di belle arti di Montpellier. Venne aiutato da uno dei membri della Scuola, Philippe-Laurent de Joubert, ad entrare nell'atelier di Jacques Louis David. François-Xavier Fabre, celebre soprattutto per i suoi ritratti di Vittorio Alfieri e Ugo Foscolo, custoditi in Italia rispettivamente nella galleria degli Uffizi e nella biblioteca Nazionale Centrale di Firenze era un grande collezionista di quadri (artisti del Rinascimento italiano e suoi contemporanei), e donò la sua collezione alla sua città natale a condizione che fosse creato un museo pubblico. Divenne così il primo direttore del museo e perseguì una politica di acquisizione.

La generosità di Fabre ebbe in seguito degli emulatori: l'agente di cambio Antoine Valedau (1777-1836) lasciò un notevole numero di opere di maestri olandesi e fiamminghi, dei Rubens, David Teniers, ecc. Nel 1868 e nel 1876, Alfred Bruyas (1821-1877) offrì delle tele di artisti a lui contemporanei: Gustave Courbet, Eugène Delacroix, Alexandre Cabanel, e quest'ultimo donò direttamente una sua opera al museo (il Phèdre). Inoltre, la famiglia del pittore Frédéric Bazille (1841-1870) offrì a sua volta delle tele importanti di questo precursore dell'impressionismo.

Il museo ha anche ricevuto dei depositi del Museo del Louvre, del Museo d'Orsay e del Museo nazionale d'Arte moderna. Per celebrare il rinnovamento senza precedenti del museo compiuto negli anni 2000, Pierre Soulages ha offerto 20 sue tele emblematiche realizzate fra gli anni '50 ed oggi. Queste opere sono esposte in due sale apposite.
Le collezioni moderne e contemporanee comprendono principalmente opere di pittori come Eugène Delacroix, Frédéric Bazille (15 tele), e, in particolare, Gustave Courbet, uno degli artisti-simbolo del museo (16 opere, fra cui la celebre tela "Bonjour Monsieur Courbet"). Anche diversi scultori moderni, originari del Languedoc-Roussillon hanno fatto donazioni di loro lavori, come Germaine Richier (La Montagne), deceduta a Montpellier nel 1959, Aristide Maillol e René Iché, e ad essi si sono affiancati artisti del movimento Supports/Surfaces, dei quali molti sono nati nella regione: Claude Viallat, Vincent Bioulès e Daniel Dezeuze.

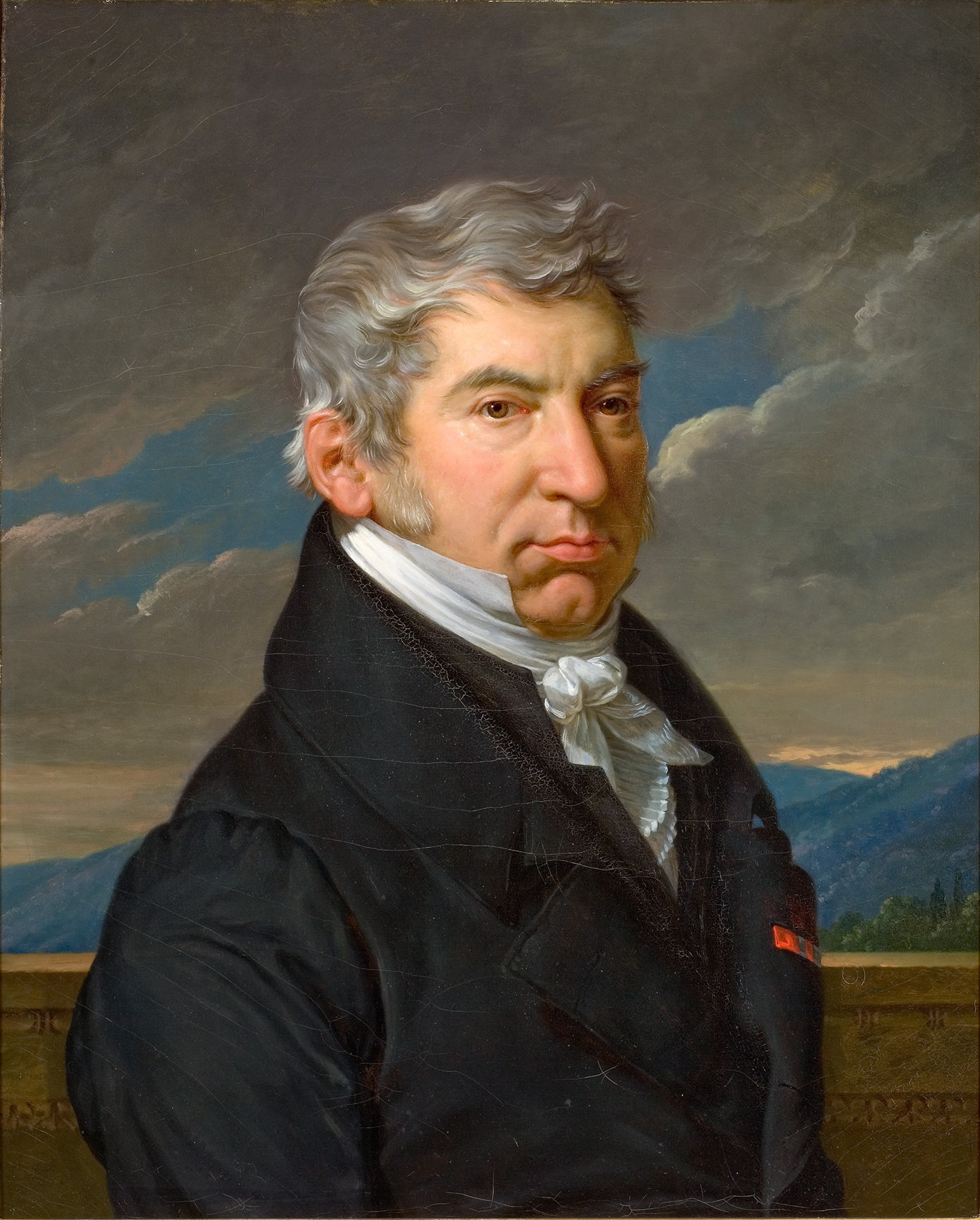
François-Xavier Fabre Autoritratto

### La pittura
L'elenco comprende i nomi di alcuni degli artisti più noti dei quali si possono ammirare le opere nel museo Fabre, ed è quindi largamente incompleto.

#### Dal 1400 al 1700

##### Francia
- Jacques Blanchard : "La Madeleine pénitente"
- Sébastien Bourdon
- Jacques-Louis David : 5 opere fra cui: "Hector" e "Portrait du médecin Alphonse Leroy"
- Jean Cousin il Vecchio
- Antoine Coypel : 4 opere
- Gaspard Dughet
- Jean-Baptiste Greuze : 9 opere, fra cui: "Le Petit Paresseux"
- Laurent de La Hyre
- Nicolas de Largillierre : "Autoportrait"
- Charles Le Brun
- Corneille de Lyon
- Charles-André van Loo

- Charles-Joseph Natoire
- Nicolas Poussin : "Venere e Adone (Poussin)"
- Jean Ranc
- Jean Raoux : 11 opere
- Hyacinthe Rigaud
- Hubert Robert
- Pierre Subleyras
- Jean Tassel
- Claude Joseph Vernet
- Joseph-Marie Vien
- François-André Vincent
- Simon Vouet
- A. Cabanel: “L’Angelo Caduto”

## Galleria d'immagini

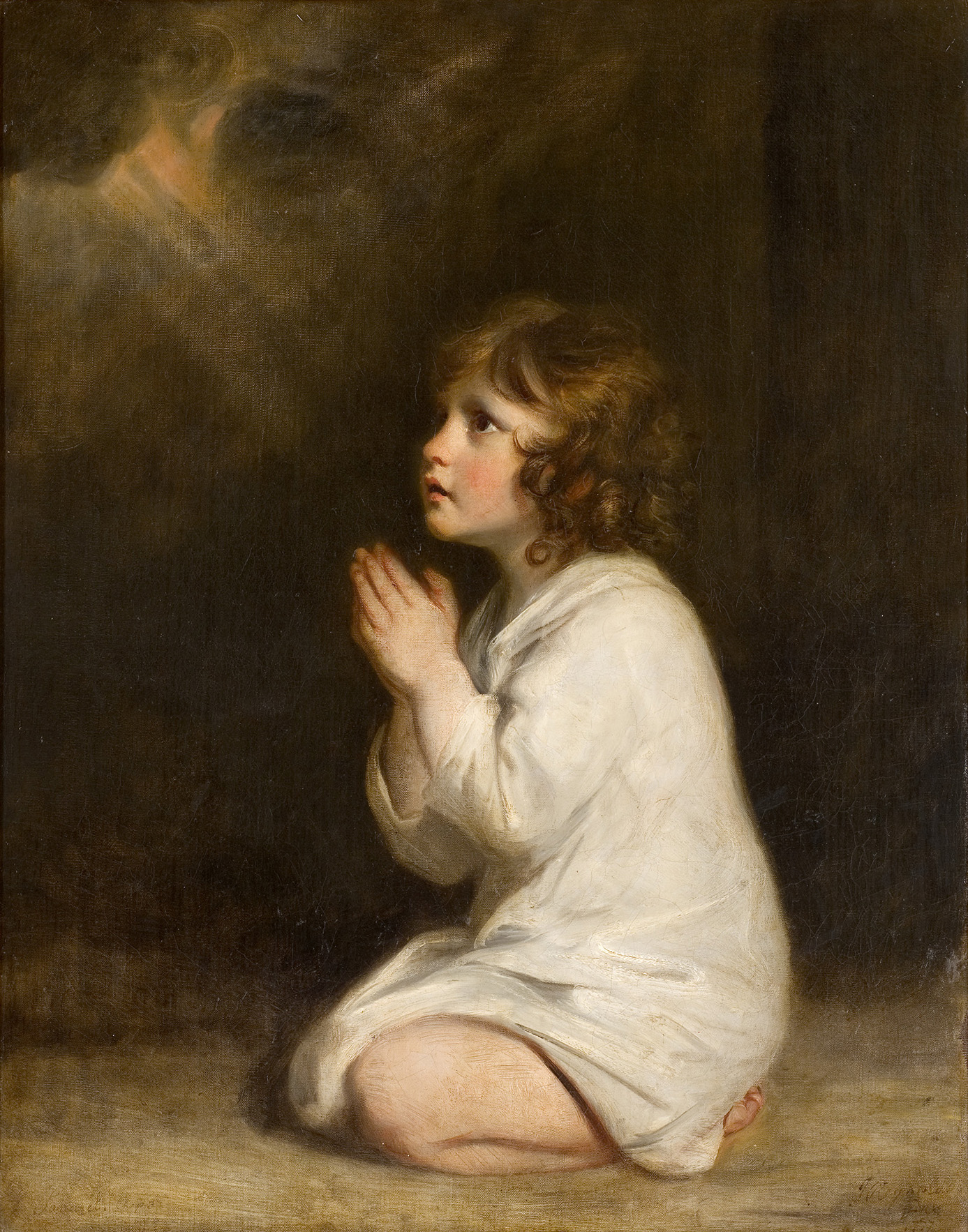
Joshua Reynolds, Samuele bambino, 1776.
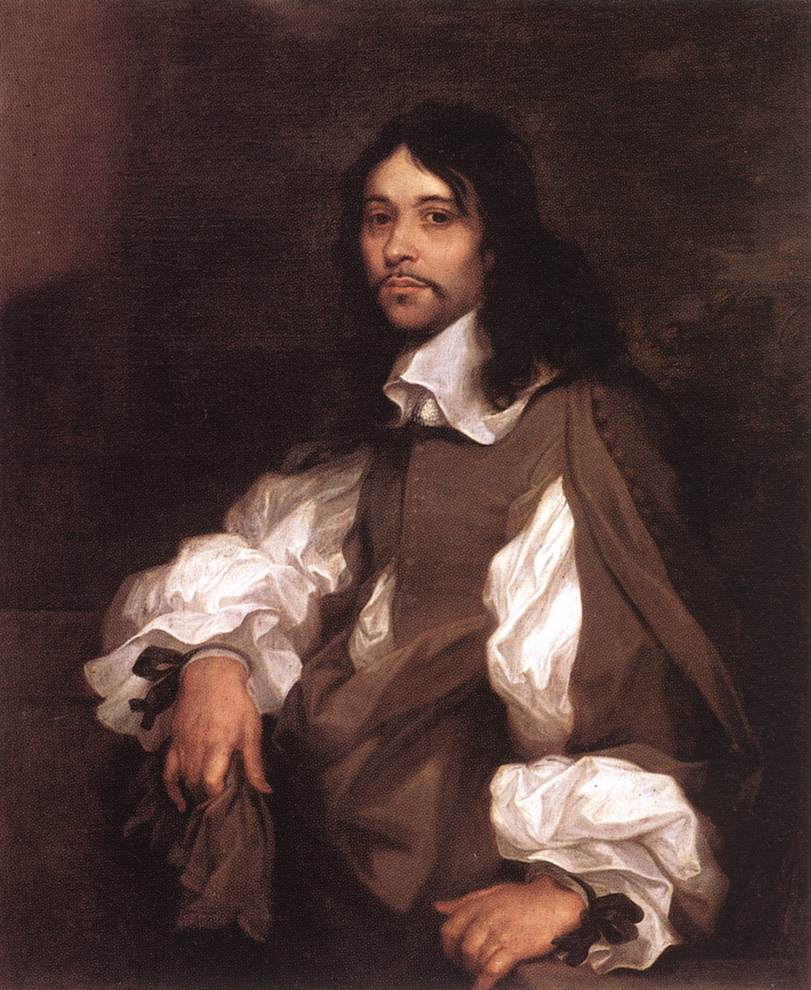
Sébastien Bourdon, 1657-1658, L'uomo dai nastri neri
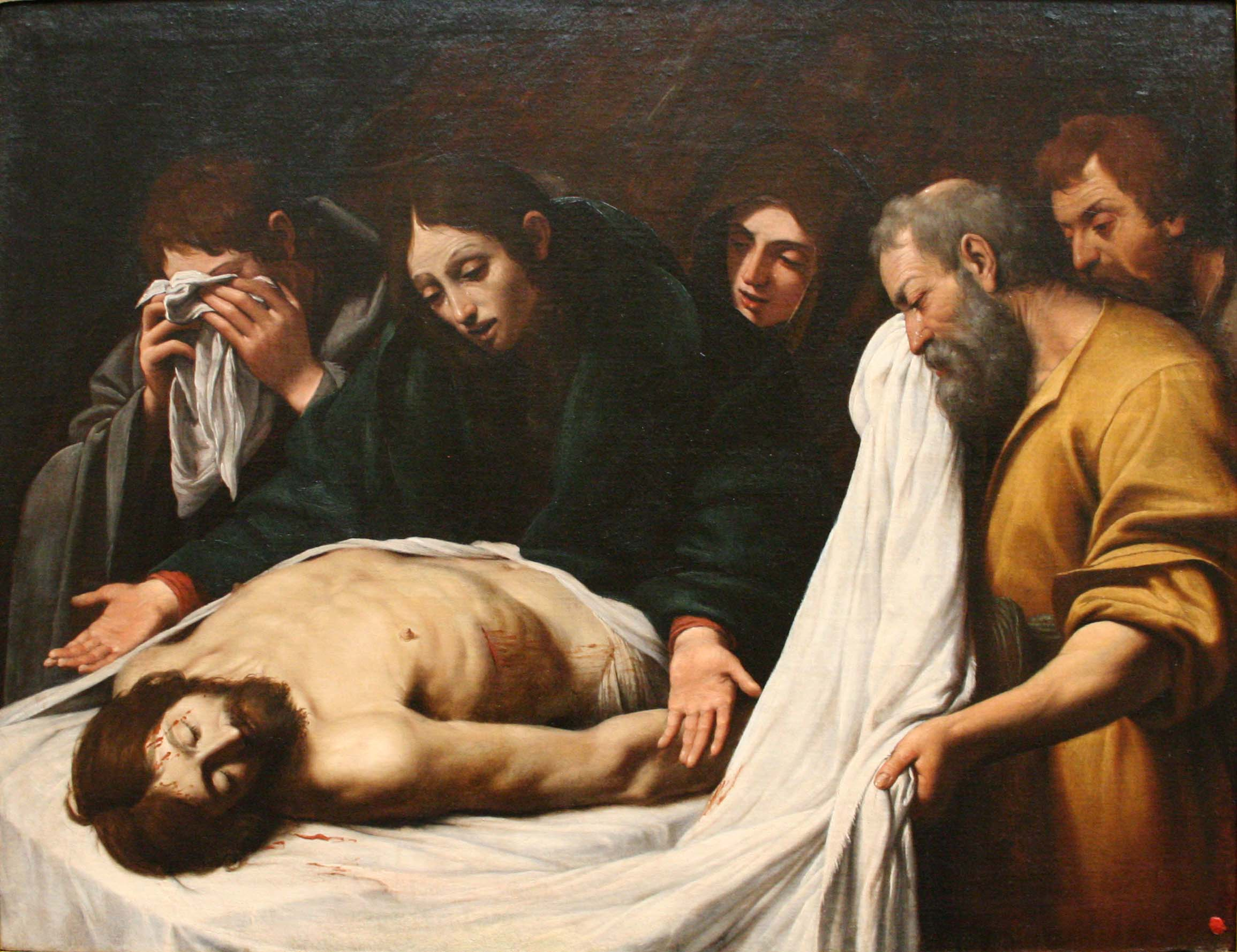
Lionello Spada, Lamentazioni sul Cristo morto, c. 1614.
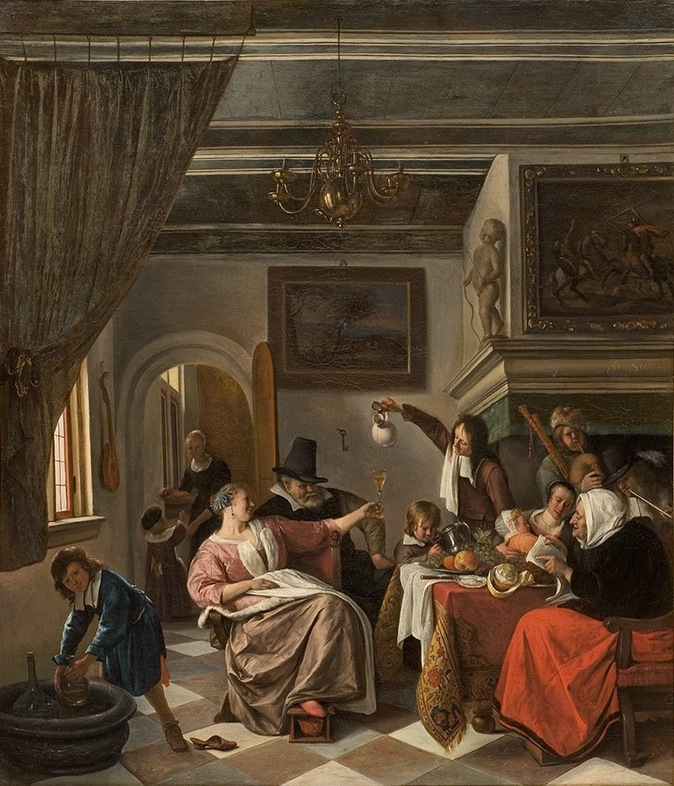
Jan Steen, Come i vecchi cantano, i bambini strillano, c.1662.

### Italia
- Francesco Albani
- Alessandro Allori : 3 opere, fra cui Venere e Cupido
- Cristofano Allori
- Jacopo Bassano
- Gian Lorenzo Bernini : "Portrait d'homme"
- Guido Cagnacci
- Annibale Carracci
- Cavalier d'Arpino
- Bernardo Cavallino : "La Mort de Saint Joseph" (c.1640)
- Lodovico Cigoli : 2 opere
- Carlo Dolci
- Domenichino : 1 opera
- Luca Giordano : 4 opere, fra cui: "La Sainte Famille"
- Francesco Guardi : "Le Pont du Rialto avec la riva del Vin"
- Il Guercino : 2 opere
- Alessandro Magnasco
- Pier Francesco Mola
- Palma il Giovane : "Le Massacre des habitants d’Hippone"
- Lelio Orsi
- Giovanni Paolo Pannini
- Mattia Preti : "Moïse sur le Sinaï" (1630-1640) e "Un prophète"
- Salvator Rosa
- Francesco Salviati
- Lo Scheggia
- Lionello Spada : "Lamentation sur le Christ mort" (c. 1614)[5]
- Andrea Vaccaro : "Le Martyre de Sainte Agathe" (c. 1635-1640)[6]
- Marcello Venusti
- Paolo Veronese
- Federico Zuccaro

### Germania, Fiandre e Paesi Bassi
- Jan Asselyn
- Gerrit Berckheyde : "Vue du Grand Marché et de l'église Saint-Bavon à Haarlem" (c. 1690)
- Pieter Bruegel il Giovane : 2 opere
- Gerrit Dou
- Karel Dujardin
- Adam Elsheimer
- Jan van Huysum : 2 opere
- Willem Kalf
- Otto Marseus van Schrieck : "Une tige de chardons" (1667)
- Gabriel Metsu : 2 opere
- Frans van Mieris de Oudere
- Adriaen Van Ostade
- Paulus Potter
- Pietro Paolo Rubens : 3 opere, fra cui: "Portrait du peintre Frans Francken l'Ancien" (1615)
- Jacob van Ruysdael : 3 opere
- Jan Steen : 2 opere
- David Teniers le Jeune : 8 opere
- Gerard ter Borch
- Jan Weenix
- Philips Wouwerman : 5 opere

### Spagna
- Pedro de Campaña
- Jusepe de Ribera : Santa Maria Egiziaca
- Francisco de Zurbarán : "L'ange Gabriel" e "Sainte Agathe"

### Altre
- Anton Raphael Mengs
- Joshua Reynolds

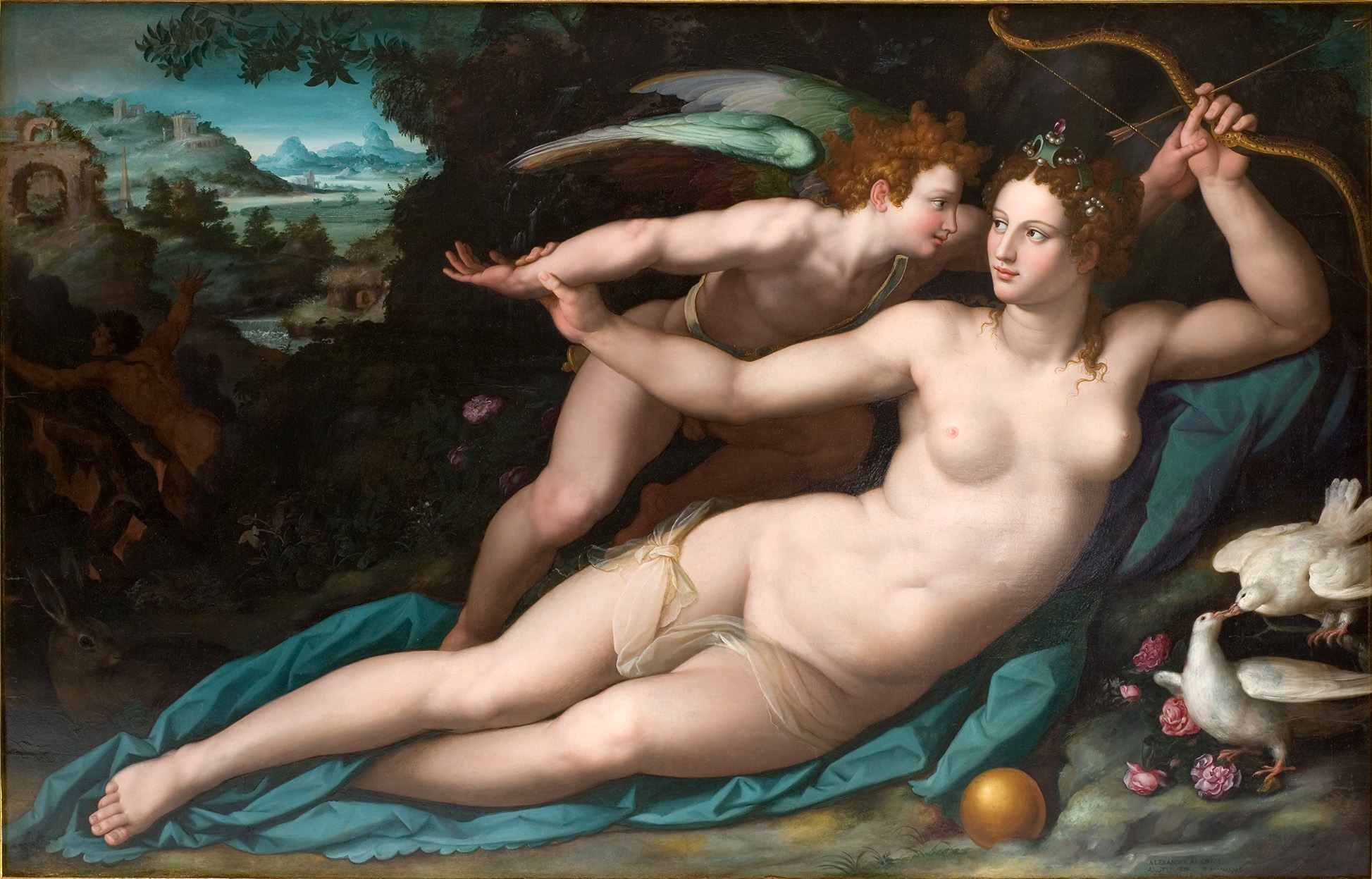
Alessandro Allori, Venere e Cupido
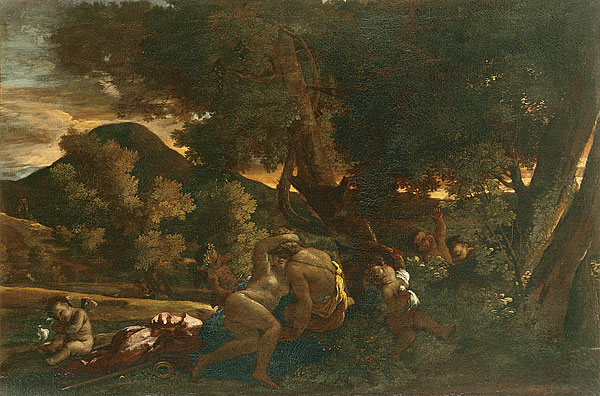
Nicolas Poussin, Venere e Adone
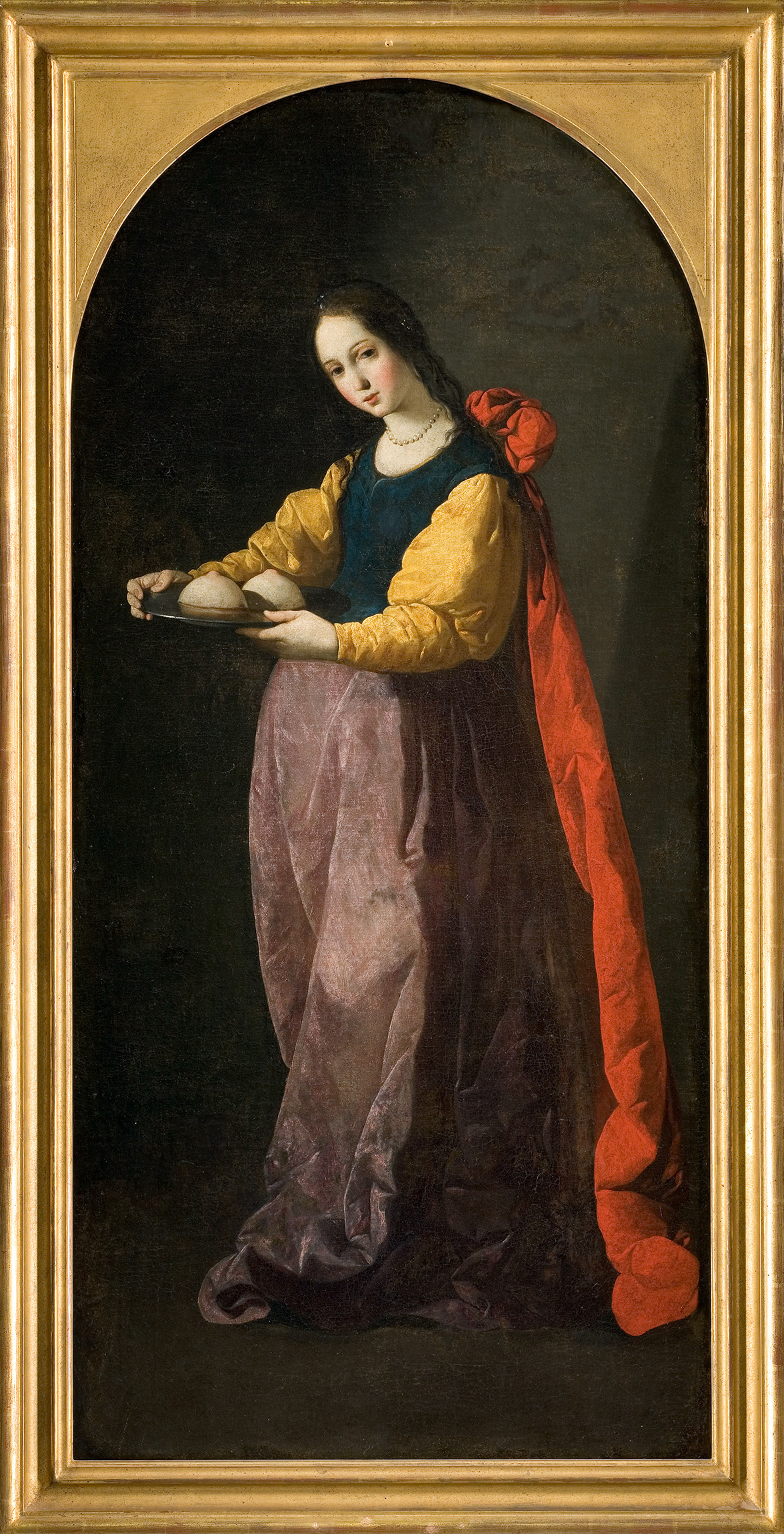
Francisco de Zurbarán, Sant'Agata
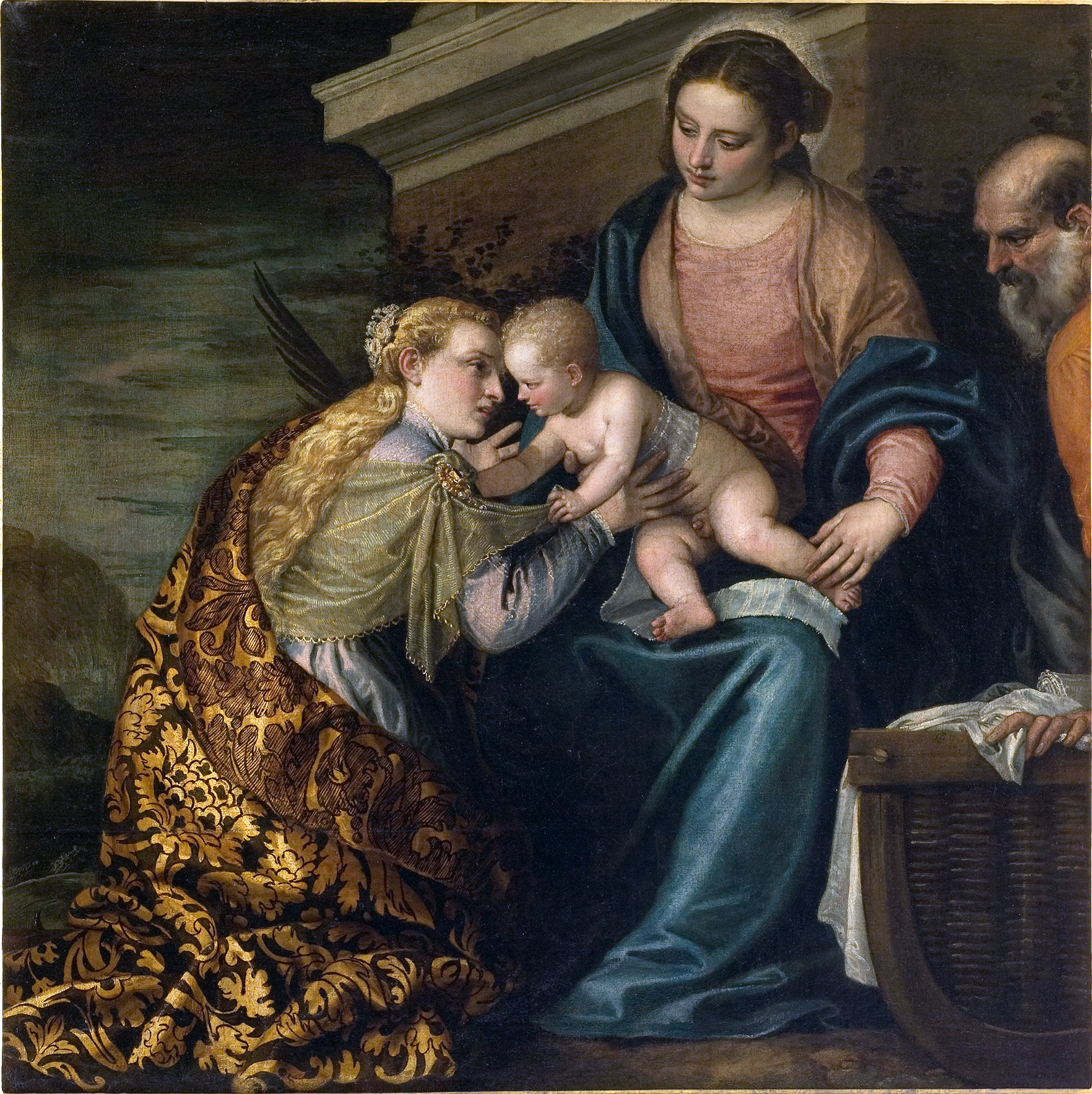
Paolo Veronese, Le nozze mistiche di S. Caterina

### 1800 e 1900
- Yvette Alde
- Frédéric Bazille : 17 opere, fra cui: "Vue de village", "Aigues-Mortes",
 "La toeletta", "Atelier de la rue Furstenberg" e "La Macreuse" (1864, acquisito nel 2012)
- François-Léon Benouville
- George Elmer Browne
- Alexandre Cabanel
- Eugène Carrière
- Eugène Castelnau, "Les Garrigues du Pic Saint Loup" e "Les Bords du Vidourle"
- Camille Corot
- Gustave Courbet : 16 opere, fra cui: Le bagnanti, "Bonjour Monsieur Courbet"
- Edgar Degas : "Une nourrice au jardin du Luxembourg"
- Eugène Delacroix : 7 opere, fra cui: "Fantasia" e "Femmes algériennes dans leur chambre"
- Robert Delaunay
- Kees van Dongen : 2 opere, fra cui: "Portrait de Fernande Olivier"
- Raoul Dufy
- Emile Othon Friesz
- Théodore Géricault
- Natal'ja Sergeevna Gončarova
- Armand Guillaumin
- Isidore Dagnan

- Jean Hugo
- Jean Auguste Dominique Ingres
- František Kupka
- Édouard Manet : "Portrait d'Antonin Proust"
- Albert Marquet
- Henri Matisse
- Claude Monet : 3 opere, fra cui: "Jardin en fleurs, à Sainte-Adresse"
- Berthe Morisot : "Jeune femme assise devant la fenêtre", detto "l'Eté"
- Serge Poliakoff
- Pierre Auguste Renoir : "Frédéric Bazille peignant à son chevalet"
- Théodore Rousseau
- Alfred Sisley : "Le Héron aux ailes déployées"
- Pierre Soulages
- Nicolas de Staël
- Maurice Utrillo
- Suzanne Valadon
- Claude Viallat
- Vieira da Silva
- Henri de Maistre

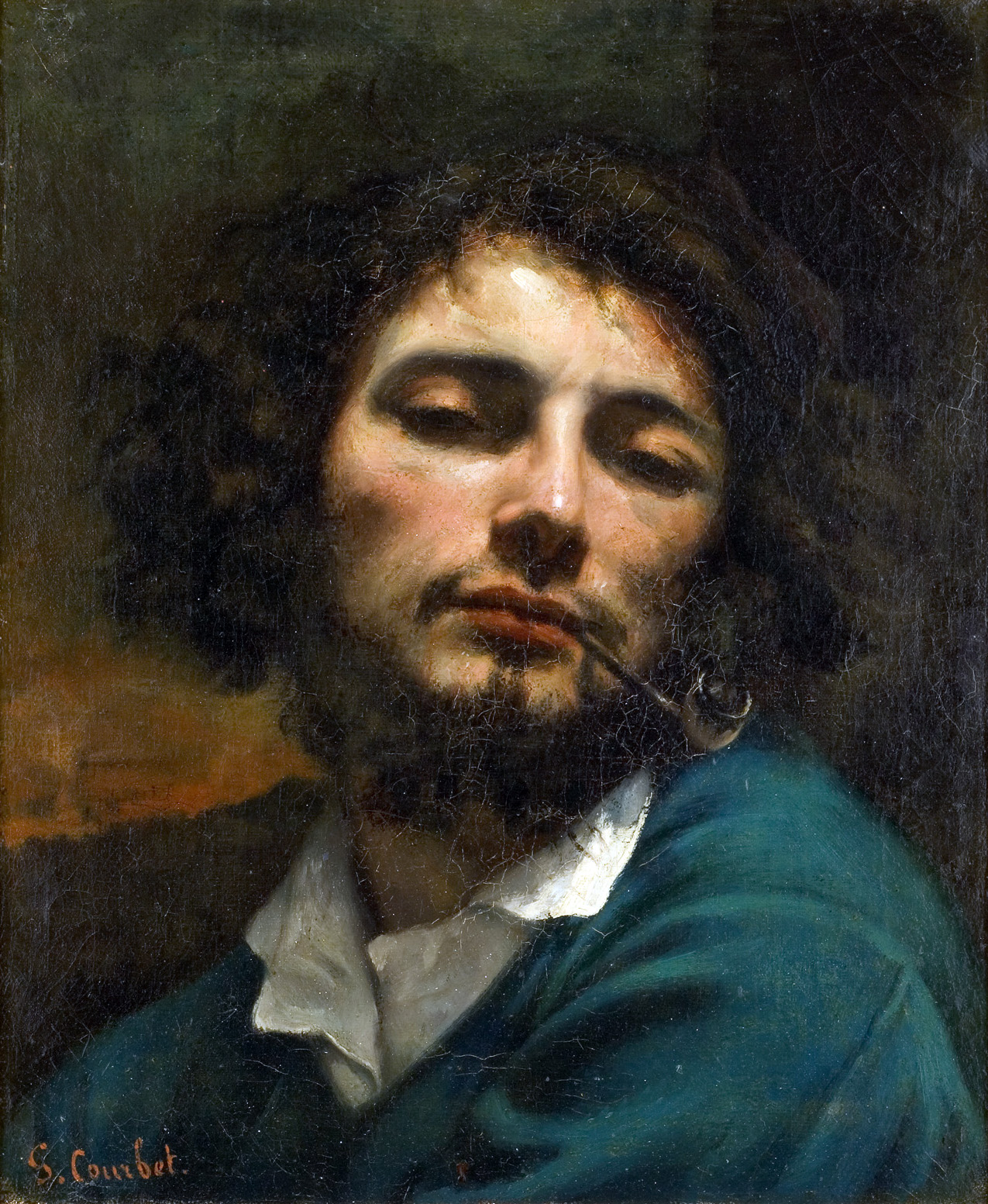
Gustave Courbet, Autoritratto
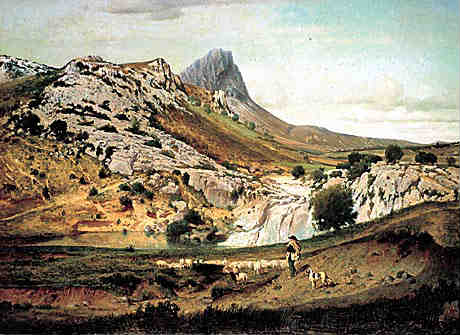
Eugène Castelnau, Le garrighe del Pic Saint-Loup
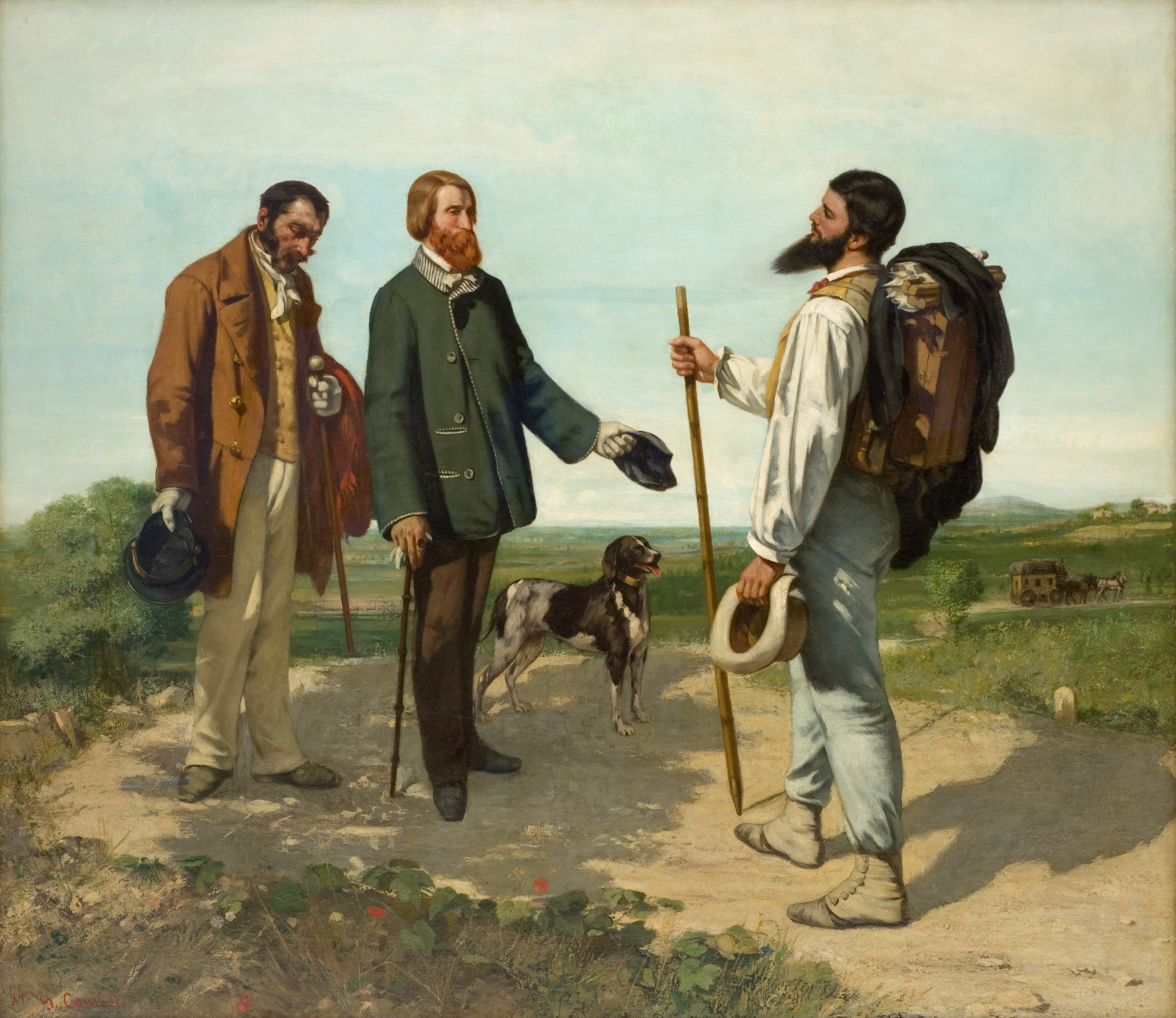
Gustave Courbet, Buongiorno M. Courbet
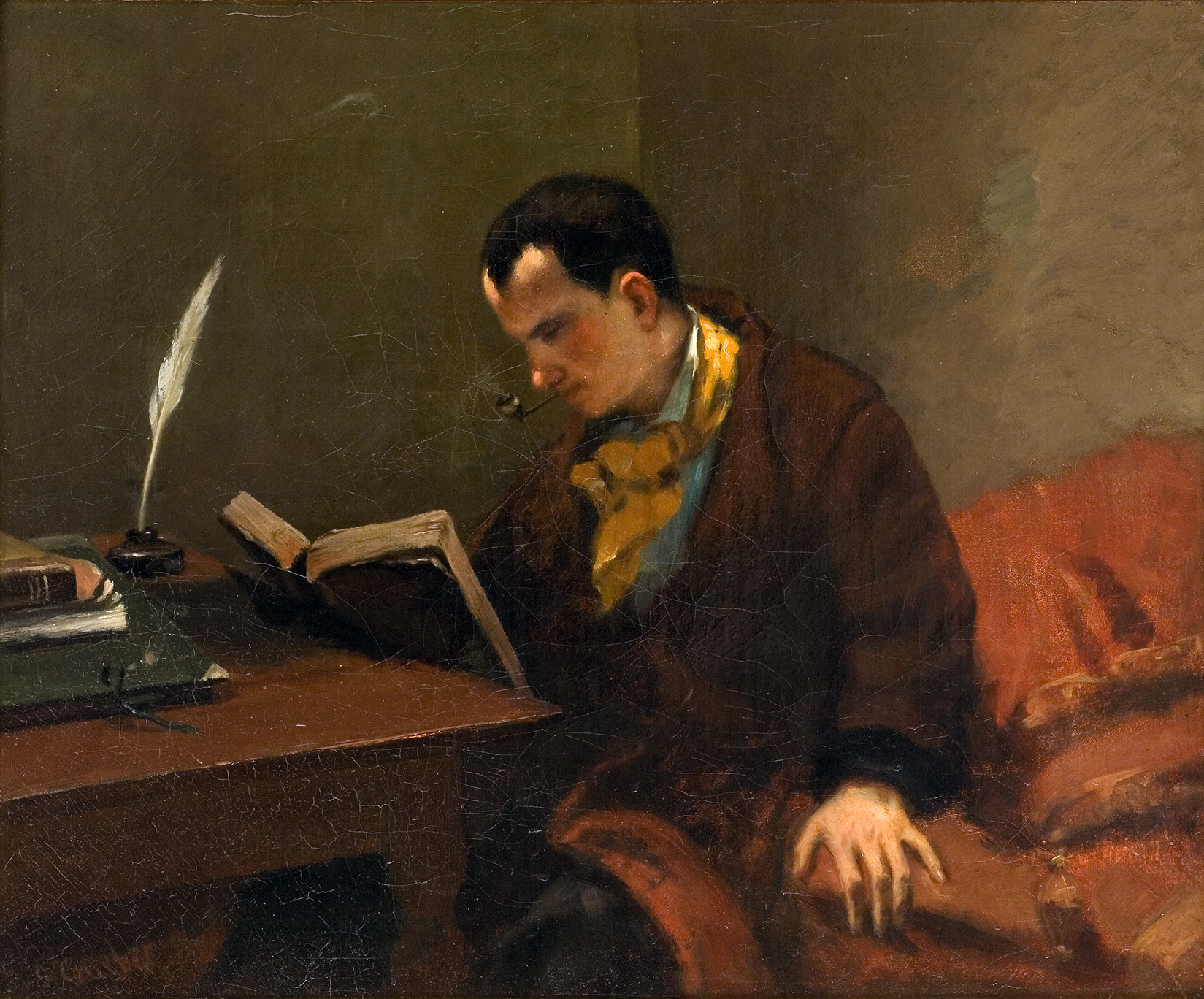
Gustave Courbet, Ritratto di Charles Baudelaire

### Opere di Alexandre Cabanel esposte nel Museo

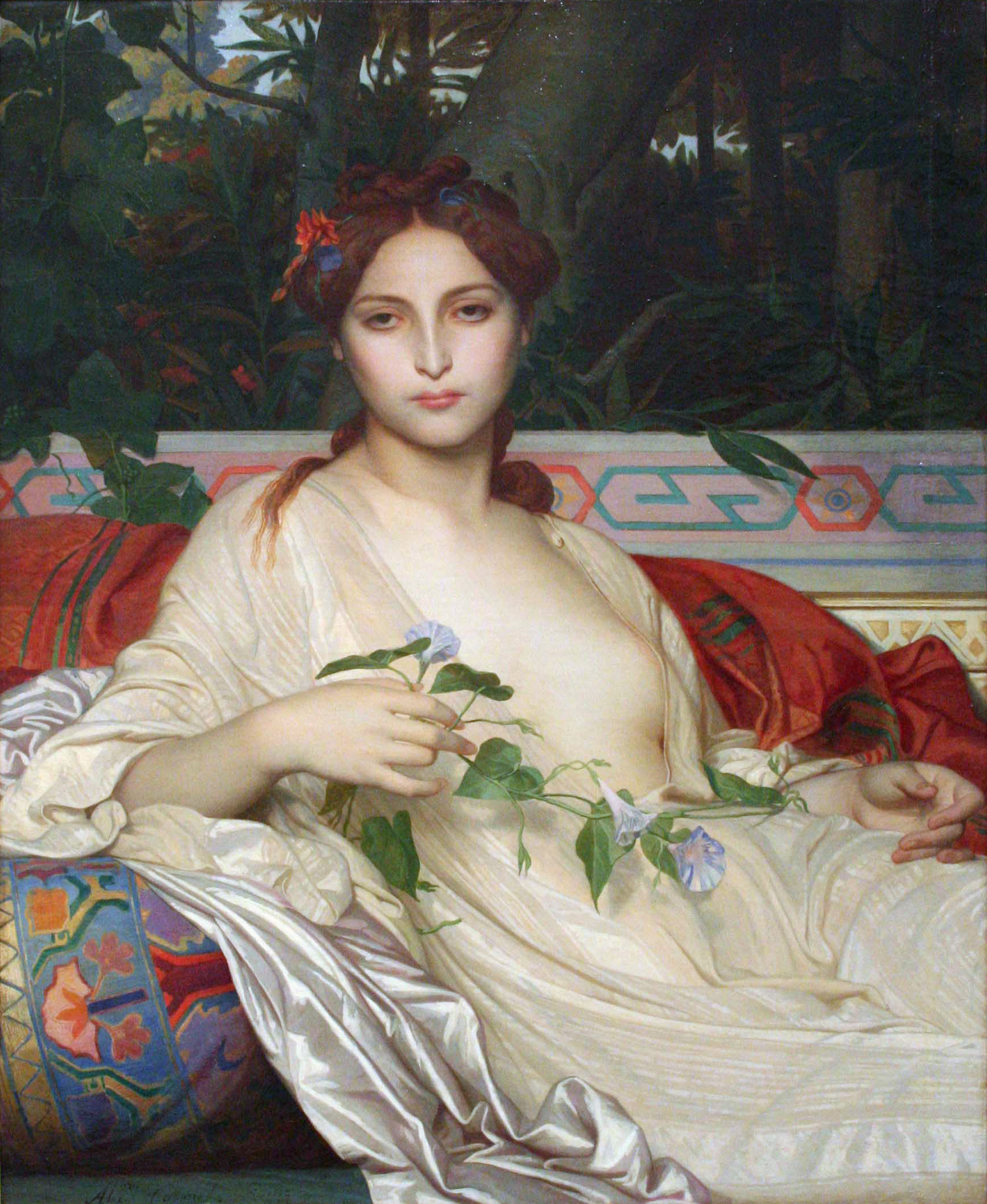
Alexandre Cabanel, Albayde, 1848

- "Saint Paul entouré par les lions", 1844-45, (32,4 x 40,5 cm)
- "Portrait d'Alfred Bruyas", 1846, (74 x 62 cm)
- "L'Ange déchu", 1847, (121 x 189,7 cm)
- "La Chiarrucia", 1848 (realizzato a Roma)
- "Albayde", 1848, (98 x 80 cm)
- "Saint Jean-Baptiste" o "Saint Jean-Baptiste prêchant datuns le désert", 1849, (195 x 141,5 cm)
- "Adam", studio per: "Le Paradis perdu", prima del 1867
- "Les Deux Nièces de l'auteur", 1872
- "Vénus victorieuse" o "Vénus victorieuse tenant à la main la pomme d'or qu'elle a reçue du berger Pâris", 1875
- "Portrait d'un arabe", 1875 ca. , (65 x 54,5 cm)
- "Phèdre", 1880

### La scultura

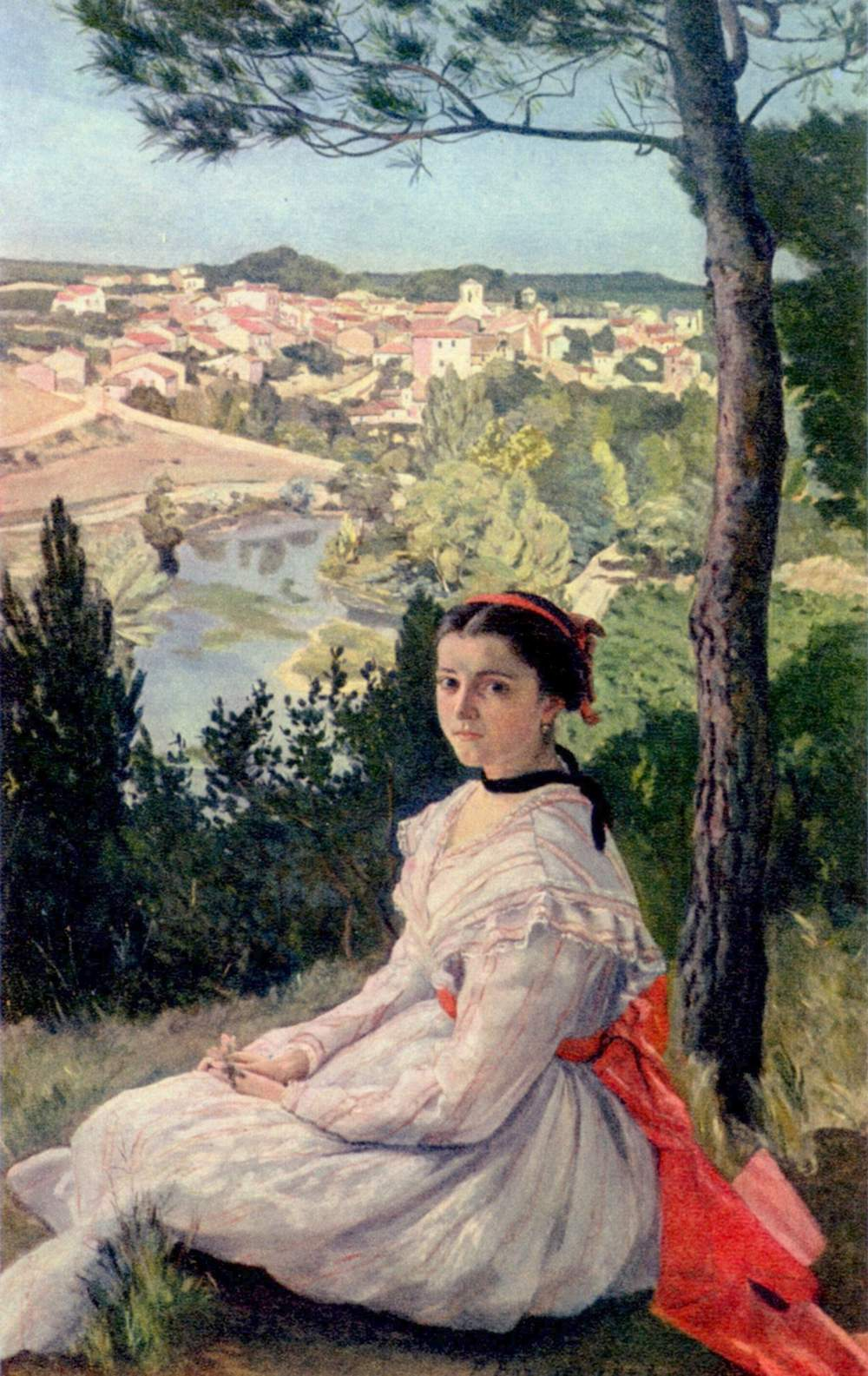
Frédéric Bazille, Vista del villaggio

- Lorenzo Bartolini
- Antoine Bourdelle
- Antoine Coysevox
- Jean-Antoine Houdon
- René Iché
- Jean-François Legendre-Héral
- Pierre Legros
- Aristide Maillol
- Jean Guillaume Moitte
- Augustin Pajou
- Germaine Richier

### Le arti grafiche

#### Disegni
Il patrimonio di disegni del Museo Fabre è uno dei più importanti di Francia. Il solo archivio di opere italiane comprende più di 500 disegni.
Nelle collezioni si notano in particolare opere di:
- Gian Lorenzo Bernini
- Sébastien Bourdon
- Philippe de Champaigne
- Domenichino
- François-Xavier Fabre
- Théodore Géricault
- Louis Lafitte
- Charles Le Brun
- Eustache Le Sueur
- Henri Matisse
- Nicolas Poussin
- Raffaello Sanzio
- Giambattista Tiepolo

## Altri progetti

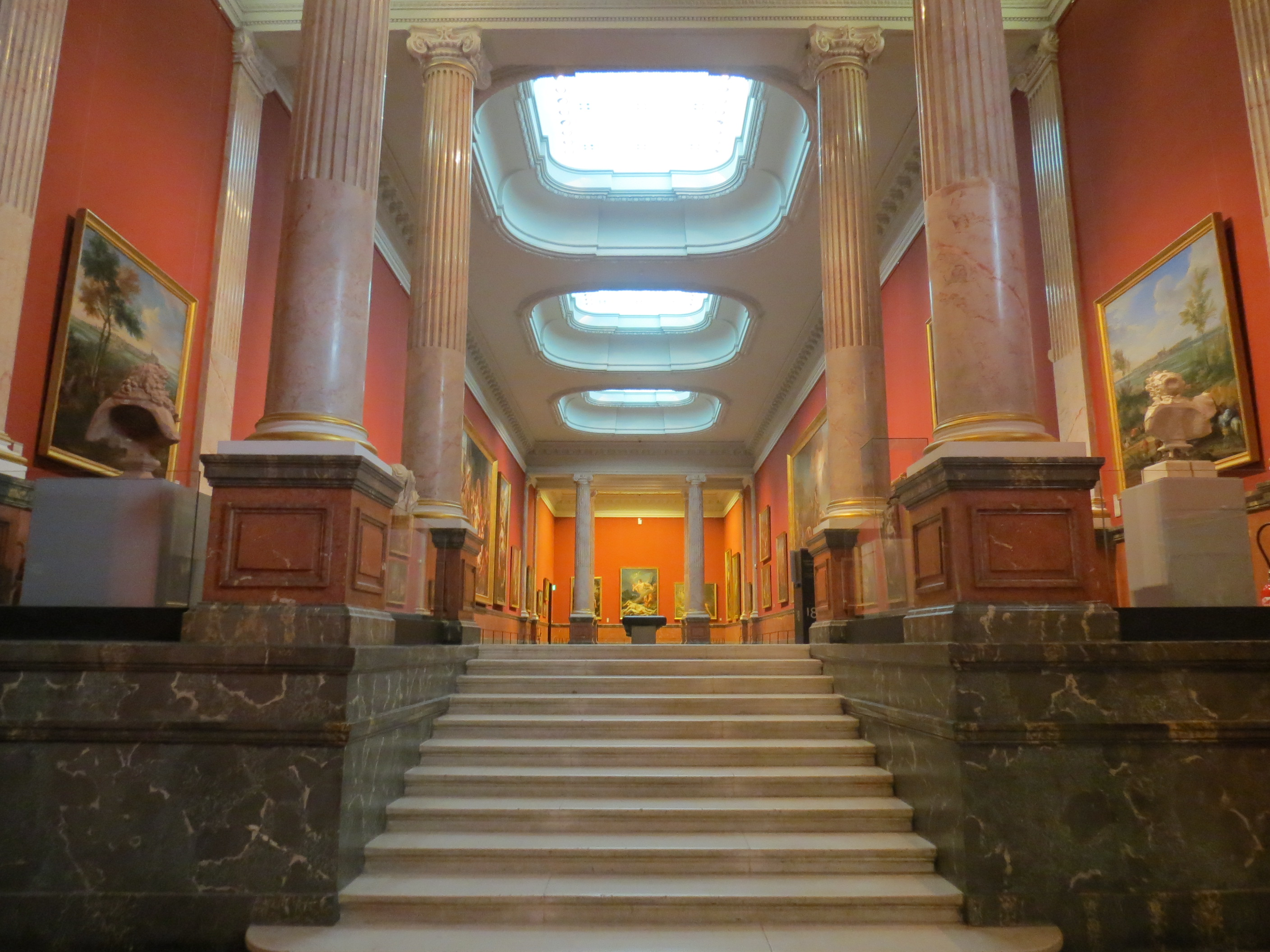
Galleria delle colonne del museo